# Sistema HANS

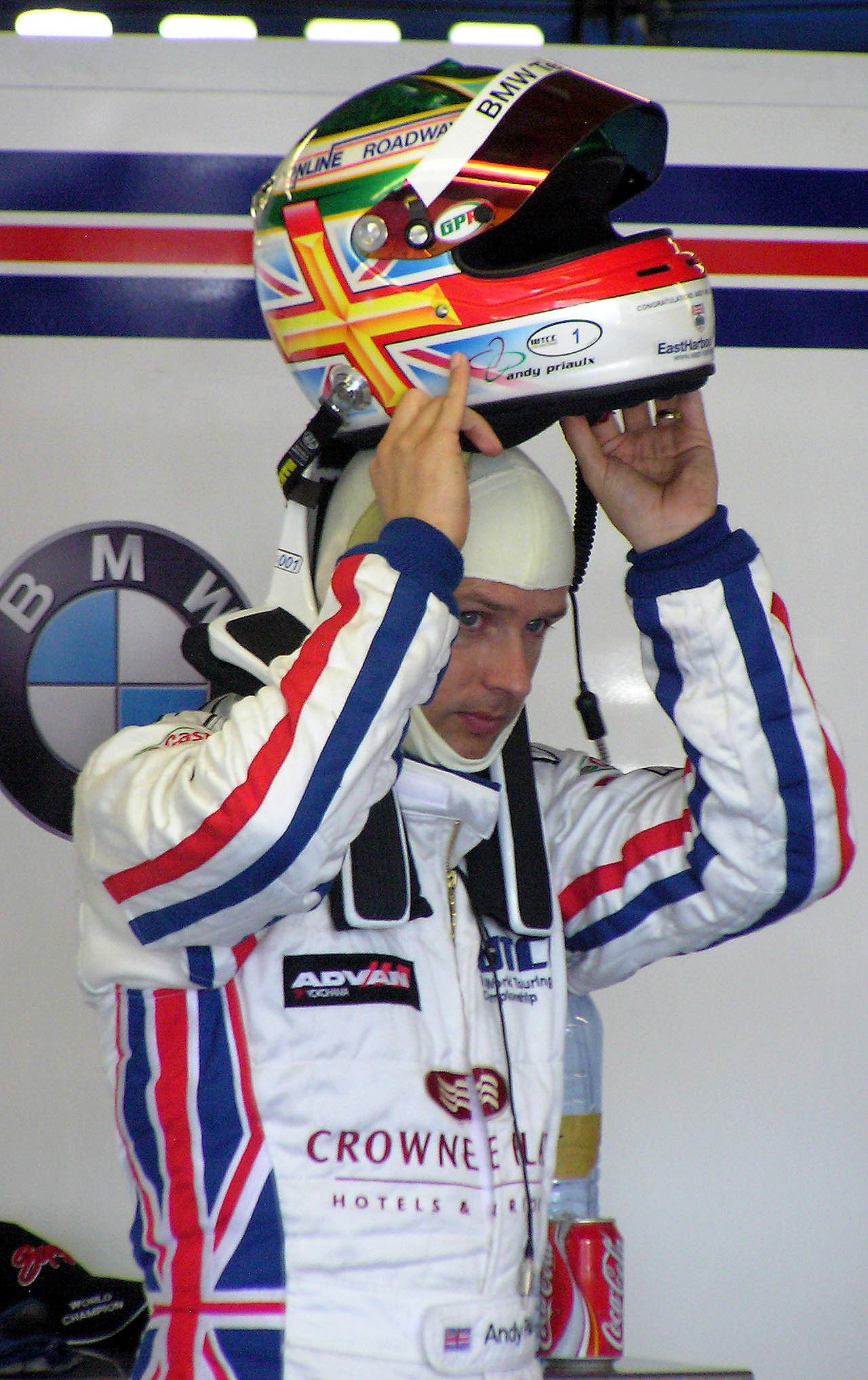
Andy Priaulx, campione WTCC 2005 e 2006 con il sistema HANS

Il sistema HANS (Head And Neck Support) è un supporto di sicurezza utilizzato in molti sport automobilistici e nelle competizioni di motocross. Esso agisce riducendo il rischio d'infortuni al complesso testa-collo, come la frattura della base cranica.

## Storia

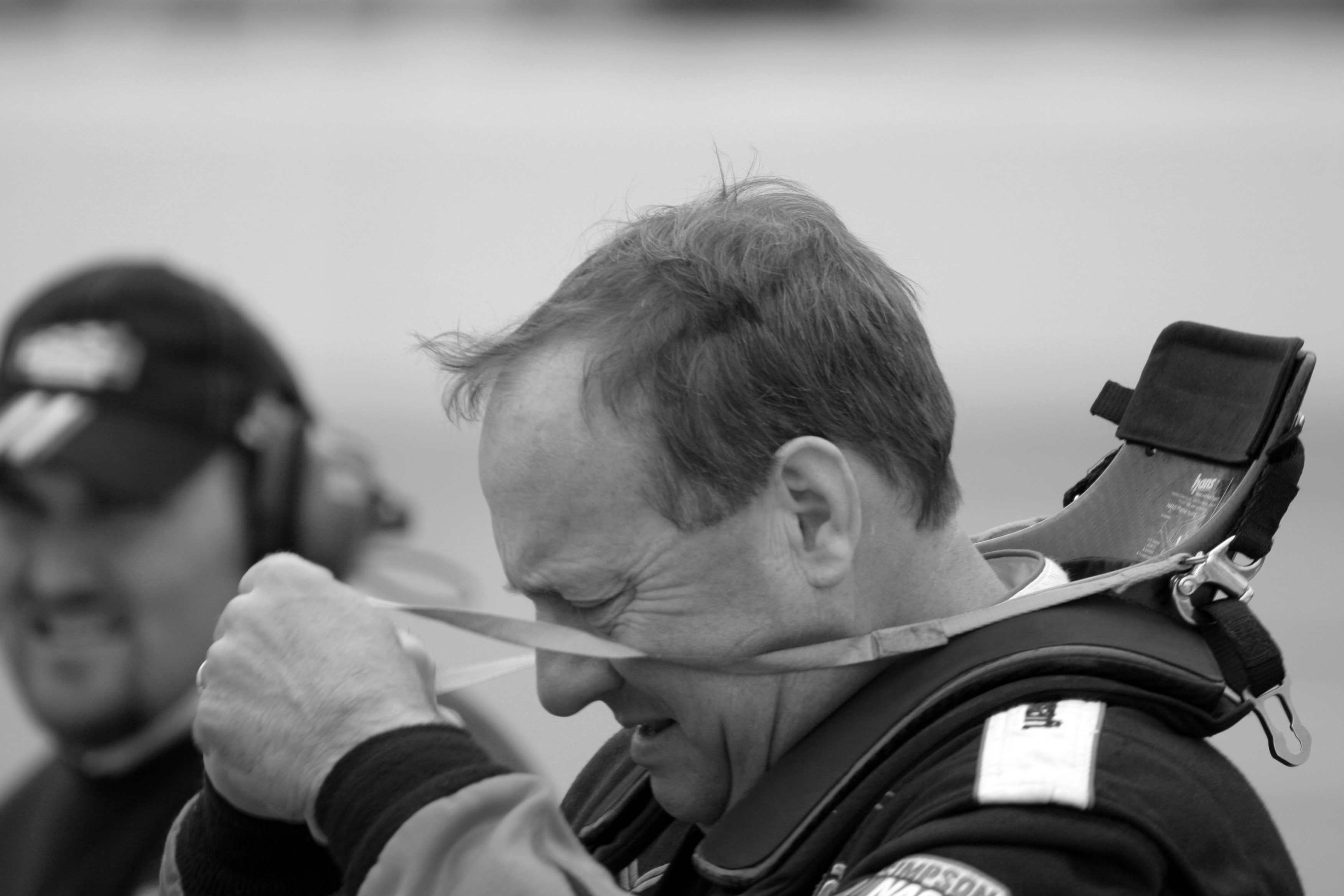
Ken Shrader, pilota NASCAR con indosso il sistema HANS

Il sistema HANS viene inventato a metà degli Anni 1980 dal Dr. Robert Hubbard, professore di ingegneria biomeccanica alla Michigan State University. 
Durante gli Anni 1970, Hubbard lavorava ai laboratori di ricerca della General Motors per lo sviluppo dei manichini utilizzati nei crash test. Jim Downing, suo cognato ma anche esperto pilota e costruttore di auto da corsa, era convinto che la maggior parte degli infortuni, sia mortali, sia debilitanti alla testa ed al collo, potessero essere prevenuti. Il sistema HANS è la risposta di Hubbard all'idea di Downing. 
Per assicurare che il supporto HANS funzionasse anche durante i reali incidenti automobilistici, il Dr. Hubbard sviluppò e testò i primi prototipi dell'HANS nel 1989 con esperti dello studio degli infortuni, a livello biomeccanico, della Wayne State University di Detroit. I primi risultati dei test effettuati con i manichini, venivano usati per comparare i movimenti effettuati dalla testa, nonché l'accelerazione e le forze agenti sul collo, con e senza il dispositivo. Nel frattempo, Downing testava personalmente il dispositivo, in varie configurazioni, in pista.
Il primo modello del dispositivo cominciò ad essere commercializzato nel 1990. In tempi più recenti, la General Motors, la Ford e la Mercedes Benz hanno condotto studi sulle performance del supporto. Questi ed ulteriori studi continuarono a far crescere la convinzione che il dispositivo avesse davvero una grande efficacia nel ridurre gli infortuni dei piloti. Nel 2000, una nuova versione più compatta dell'HANS è stata sviluppata appositamente per le gare delle classi CART, Formula 1, IRL, NASCAR, ASA, SCCA, APBA (off-shore). 
Grazie all'impegno in prima linea di Sid Watkins, il dispositivo HANS viene introdotto dalla FIA come equipaggiamento obbligatorio per ogni pilota di Formula 1: dunque ne vengono riconosciute le qualità, l'efficacia e l'efficienza a livello mondiale.

## Il concetto di base
In un incidente, dove il pilota non indossa il supporto HANS, le cinture di sicurezza che avvolgono le spalle del pilota, trattengono il torso del pilota, ma a trattenere la testa ed il casco è solamente il collo. Il dispositivo HANS evita che la testa del pilota venga spinta via in una direzione che tende a “strapparla” dal resto del corpo.
Con il dispositivo HANS, le forze di trazione sul collo in una collisione frontale sono ridotte di più dell'80% dalle speciali cinture che partendo dalla parte posteriore del casco del pilota, raggiungono la struttura posteriore del sistema HANS. 
In un impatto frontale, per esempio, queste cinture trattengono la testa con una forza che è direttamente contraria al movimento in avanti della testa stessa, mentre il torso e il sistema HANS sono trattenuti dal giogo che avvolge le spalle del pilota. Evitando che la testa si muova con il torso, durante un incidente, i movimenti del capo e le forze in applicazione sul collo sono drasticamente ridotti.
Con un sistema come questo vengono evitati i due problemi principali che possono portare ad infortuni gravi come la frattura della base cranica:
- Gli impatti della testa contro l'abitacolo: infatti la testa è ulteriormente frenata grazie al sistema HANS e i suoi movimenti sono molto limitati.
- Le forze in azione sul collo: infatti le forze in azione vengono ridotte grazie all'azione esercitata dalle cinture applicate sul casco che scaricano le forze direttamente sulle restanti parti del sistema.

## Le componenti

Il dispositivo HANS è formato da diverse parti, ognuna delle quali ha un compito ben specifico in caso di incidente ad alte velocità.
- Le cinture, applicate al casco, sono connessioni flessibili tra il dispositivo ed il casco del pilota e sono state create per trasmettere i carichi esercitati dalla testa del pilota al dispositivo, durante l'impatto.
- Il sistema di ancoraggio delle cinture sul casco è un sistema che permette di assicurare le cinture al casco del pilota in modo tale da trasmettere i carichi verso il collare del sistema HANS.
- Il collare è la parte del dispositivo che viene a trovarsi nella parte posteriore del casco del pilota, la cui funzione è quella di trasmettere i carichi esercitati dal sistema di ancoraggio, verso il giogo del dispositivo.
- Il sistema di ancoraggio delle cinture sul collare è l'interfaccia tra il collare e le cinture collegate al casco ed assicura la trasmissione delle forze provenienti dalla testa del pilota, per poterle scaricare sulle spalle attraverso il giogo.
- Il giogo è la parte del sistema a diretto contatto con le spalle e il torace del pilota. In questo modo i carichi, anche quelli d'attrito che si generano tra le cinture di sicurezza delle spalle e il torso del pilota durante un impatto, possono essere trasmessi alla parte del pilota che già viene frenata dalle cinture di sicurezza dell'abitacolo.
- Il sistema di interfaccia con le cinture di sicurezza è la parte superiore del giogo che deve interfacciarsi con le cinture di sicurezza dell'abitacolo dell'auto. In questo modo può avvenire che le forze provenienti dalla testa del pilota si scarichino sulla parte del corpo del pilota, il torso, che rimane solidale con l'auto, evitando quindi che i carichi vadano a gravare sul collo del pilota.

Sostanzialmente, quindi, quello che accade durante ogni tipo di impatto è che la testa non sia più libera di muoversi in maniera indipendente dal corpo del pilota; con il sistema HANS, la testa ed il casco vengono indotti ad essere solidali con il corpo del pilota e l'abitacolo dell'auto. Quindi anche in seguito ad una forte decelerazione, i movimenti della testa del pilota vengono contrastati dalle cinture di sicurezza del casco, in modo che la testa rimanga ferma e che non si generino pericolosi carichi sul suo collo.
in ambito motociclistico, dove non sono presenti le cinture di sicurezza il sistema è rivisto, le cinture che vanno dal collare al casco mancano ed il collare è più esteso e funge direttamente da protezione nel limitare i movimenti della testa.

## Efficacia
Consideriamo un tipico risultato di un test effettuato con un manichino: la velocità è di 161 km/h e il telaio dell'auto ha una accelerazione di 70 g.
La tensione applicata sul collo, che impone una forza di trazione sulla testa è di 555 kg, mentre il limite massimo oltre al quale si ha un infortunio è di 336 kg. Il carico totale sul collo è di 614 kg, con un limite massimo di 319 kg, e le forze di taglio sul collo sono pari a 341 kg, con un limite di 319 kg. Inoltre abbiamo una compressione del torace di 3,81 cm.
Lo stesso test effettuato invece con il sistema HANS correttamente indossato dal manichino ha portato ad avere una tensione del collo di 96 kg, un carico totale di 134 kg e un carico di taglio di 96 kg. Inoltre la compressione del torace si è ridotta a 2,03 cm.
Appare chiaro quindi che è proprio grazie al collegamento tra il casco del pilota e il collare del dispositivo che le forze possono essere scaricate sul giogo, che a sua volta è collegato alle cinture di sicurezza del pilota, che si scaricano sul torace.

### Eventi noti
Durante il Gran Premio del Canada del 2007 a Montréal, Robert Kubica, sopravvisse ad un impatto contro le barriere di cemento a 230 km/h. Kubica rimase quasi completamente illeso. L'incidente può considerarsi molto simile a quello occorso a Roland Ratzenberger nel Gran Premio di San Marino del 1994, dove lo stesso pilota perse la vita.
Durante il rally Ronde di Larciano del 7 febbraio 2010, Franco Ballerini muore in un incidente per via di gravi lesioni interne causate dall'improvvisa decelerazione dovuta all'impatto dell'auto contro il muro. Ad un anno di distanza, il perito incaricato delle indagini, scopre una frattura cranica subita nonostante il sistema HANS: in questo caso, per l'eccessiva lunghezza delle cinture di questo sistema, se n'è inficiata l'utilità, con la conseguenza d'una frattura estesa dalla zona posteriore del cranio alla fronte.